# エルネスト・エブラール

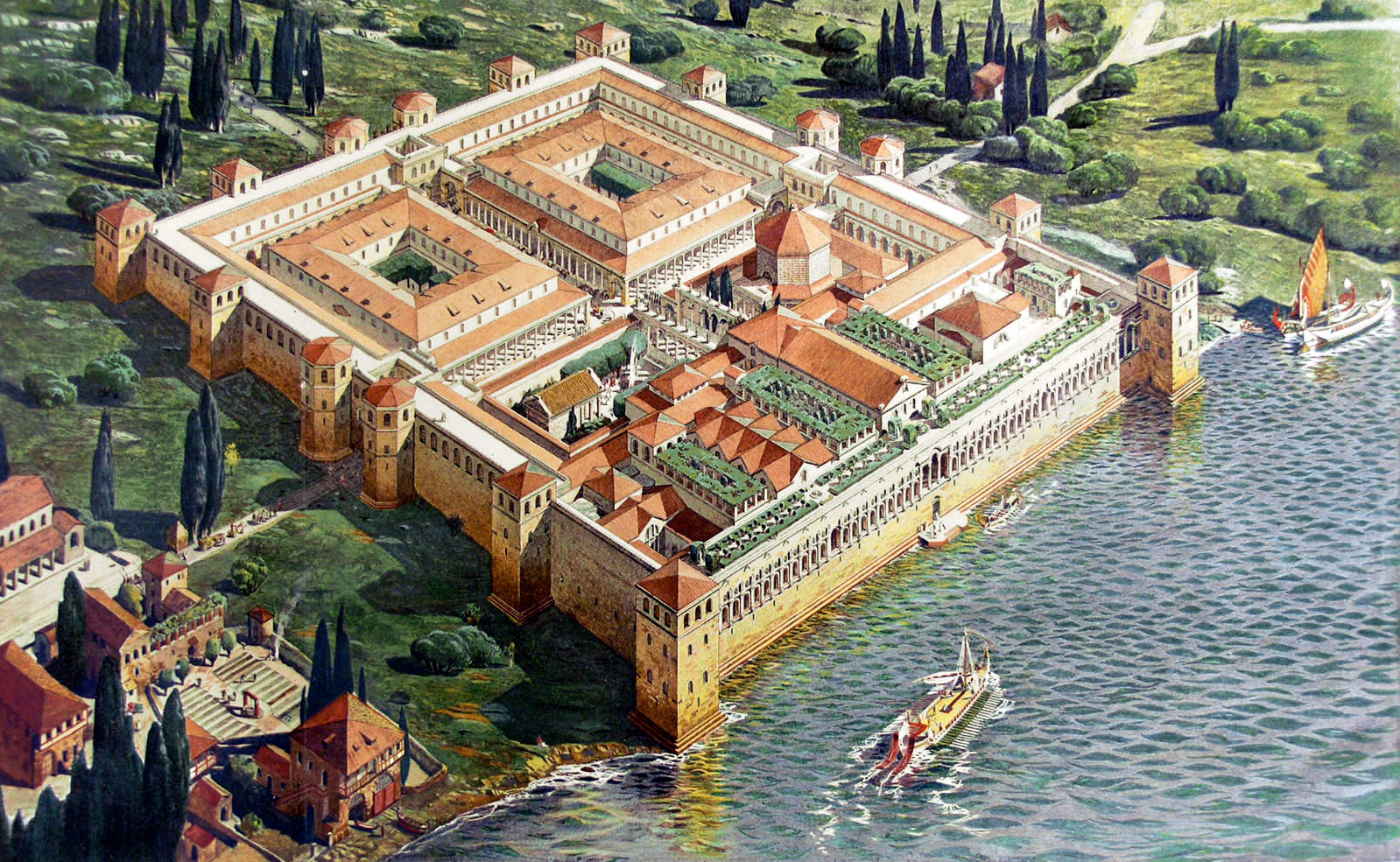
西暦305年に完成したローマ皇帝ディオクレティアヌス宮殿を、エルネスト・エブラールが当時の姿に復元した。

エルネスト・エブラール（Ernest Michel Hebrard、1875年 - 1933年）は、フランス人都市計画家、建築家。考古学者。ベトナムやカンボジアなど、フランス統治時代のインドシナや、1917年の大火後のギリシャのテッサロニキなどでの都市計画で知られる。

## 経歴

### ローマ賞の受賞と留学
エコール・デ・ボザールの出身で、1904年に織物工場の課題で、ローマ大賞を受賞し、メディチ邸にあるローマのアカデミー・ド・フランスで学ぶことを許された。ここで彼はジャック・ザイエとともに、スプリトのディオクレティアヌス宮殿を研究することを選択し、最終的に1912年に、宮殿のオリジナルの外観の最も正確なイメージとされるものを含むモノグラフを出版するに至った。アカデミーでは、後にカサブランカの都市計画家として名を馳せるアンリ・プロストの数年後輩であり、改革派のミュゼ・ソシアルの他のメンバーとともに、都市計画の可能性に関心を抱くようになる。1912年、彫刻家で作家のヘンドリック・クリスチャン・アンデルセンとともに「コミュニケーション世界センター」の計画を構想し、都市計画にかかわりをもつ。

### フランス都市計画家協会に参加
都市計画家アンリ・プロスト、建築家アルフレッド・アガシュ、ジャック・マルセル・オービュルタン、アンドレ・ベラール、ウジェーヌ・エナール、レオン・ジョセリー、アルベール・パランティ、都市計画家兼造園家ジャン＝クロード・ニコラ・フォレスティエ、造園家・環境デザイナーのエドゥアール・ルドンによって1911年に設立されたフランス都市計画家協会に参加した。

### ギリシャでの都市計画
第一次世界大戦中の1916年、エブラールはテッサロニキを拠点とするフランス東洋軍の考古学局長として徴兵され、ガレリウスの凱旋門の発掘調査を行っていたため、1917年テッサロニキの大火で街の大部分が破壊された際に立ち会った。ギリシャの首相エレフテリオス・ヴェニゼロスは、再建計画をエブラールに依頼した。エブラールは、テッサロニキの東洋的特徴を掃き捨て洋風の都市に変える都市プランを破棄させ、自身の計画案が承認されるまで都市遺産の保持を主張し、ヴェニゼロスに都心部の再建を禁じさせた。エブラールは、ギリシャの建築家アリストテリス・ザコスとコンスタンチノス・キチキス（Konstantinos Kitsikis）、イギリスの都市計画家、トーマス・ヘイトン・モーソン、フランスのジョゼフ・プレイベールの協力を得て構想・立案した。この計画では、中世とオスマン・トルコ時代の街路配置は廃止され、代わりに、最も重要な古代ビザンティン建築とモスクの周囲に慎重に構成された、中心軸を中心とする対称的なパターンの正式な大通りの計画が課された。その間、エブラールはアテネ国立工科大学でも教鞭をとったので、彼の作品はギリシャの建築学校でよく知られている。
その後は、短期にカサブランカ、Diocletian宮殿の保存改修などの、古代都市遺産保存プロジェクトにかかわる。

### インドシナでの都市計画
1921年、フランス領インドシナの首都ハノイを拠点とするインドシナ建築都市計画局の局長に任命され、当初はベトナム中部のアンナン省にあるダラットの丘陵地帯の計画を担当した。また、1920年代後半にハノイ中心部にある折衷的なスタイルの殉教者教会、通称クアバック教会（1931年頃完成）など、数多くの著名な建築物を設計したが、特にフランスの建築にインドシナ特有の木造に似せたベランダコロニアルや屋根の支えなどの要素を近代的な建築物に取り入れることに努めた様式はインドシナ様式と呼ばれ、インドシナの都市では、どれも美しいヨーロッパ建築の街並みを形成し、これが現在にまで残っており、一連の官公庁建築が有名で以下のものがある：

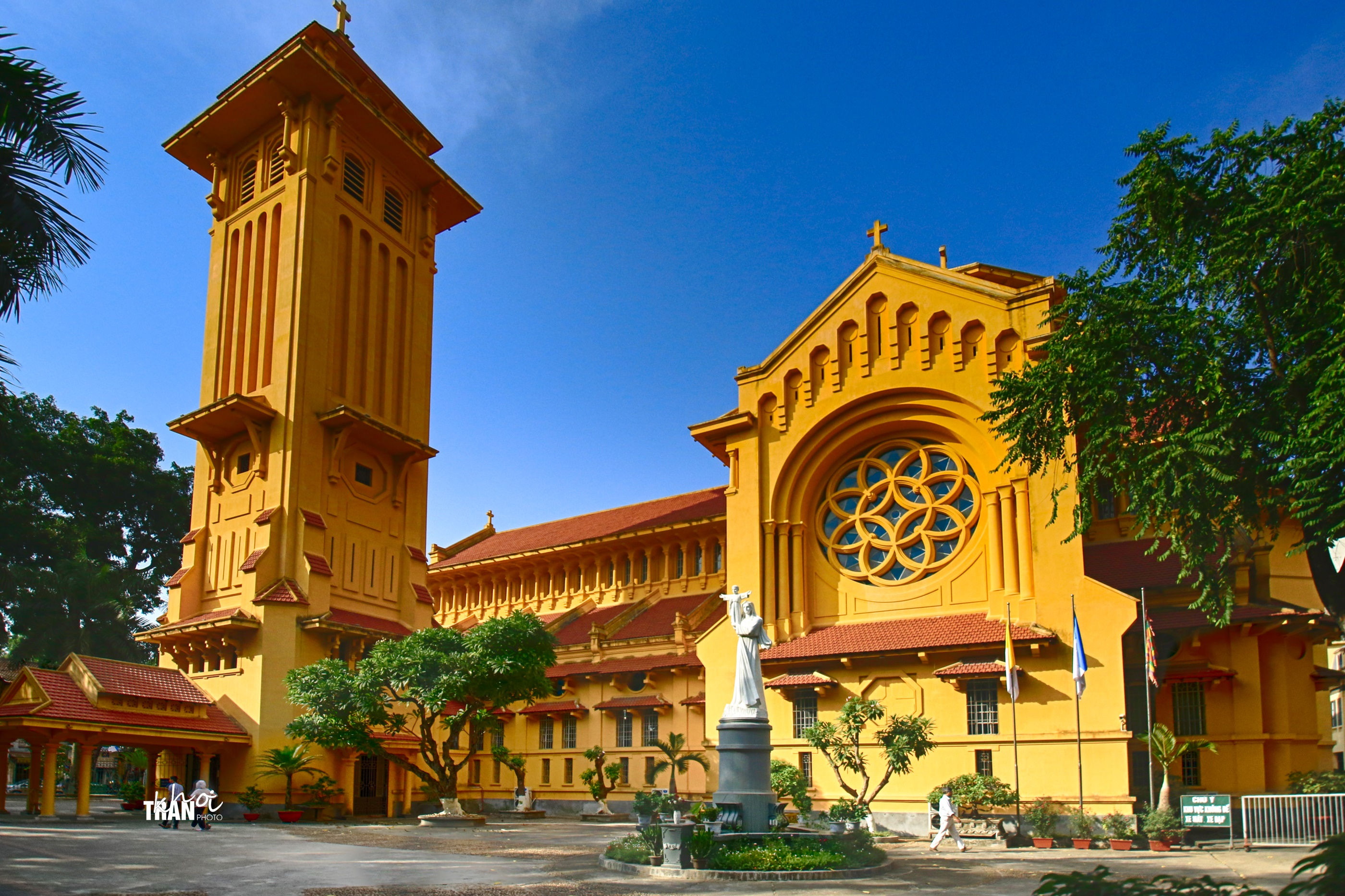
ハノイ薬科大学（英語版）、もとはハノイ医科大学の一部として1926年に建設されたが、1961年に分離された[7]。
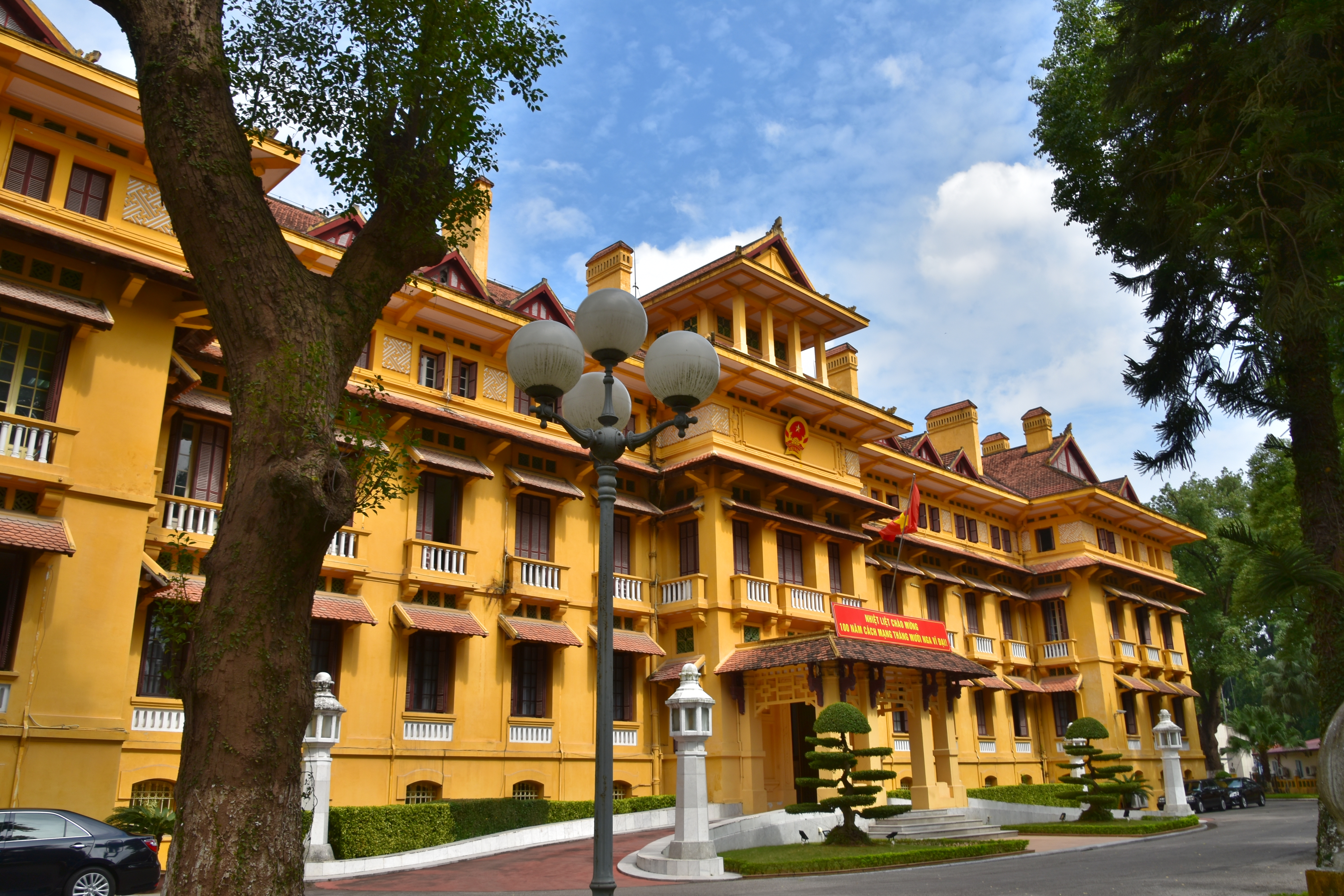
ベトナム外務省（英語版）、もとはインドシナ財務省として1924–28年に建設された[8][9]。
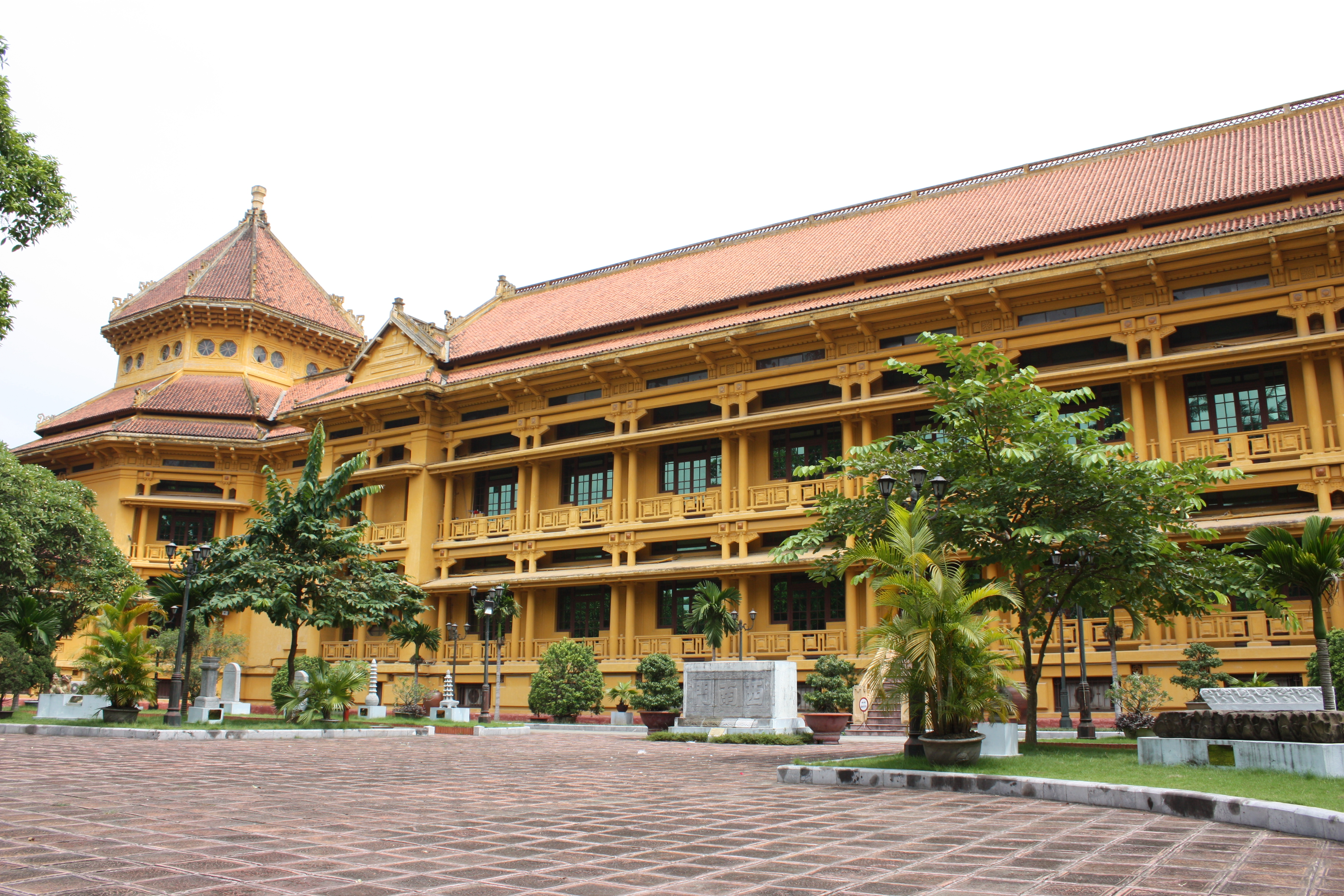
ベトナム国立歴史博物館（英語版）、もとはフランス極東学院として1926–31年に建設され、学校の考古学コレクションを収容することを目的としていた。
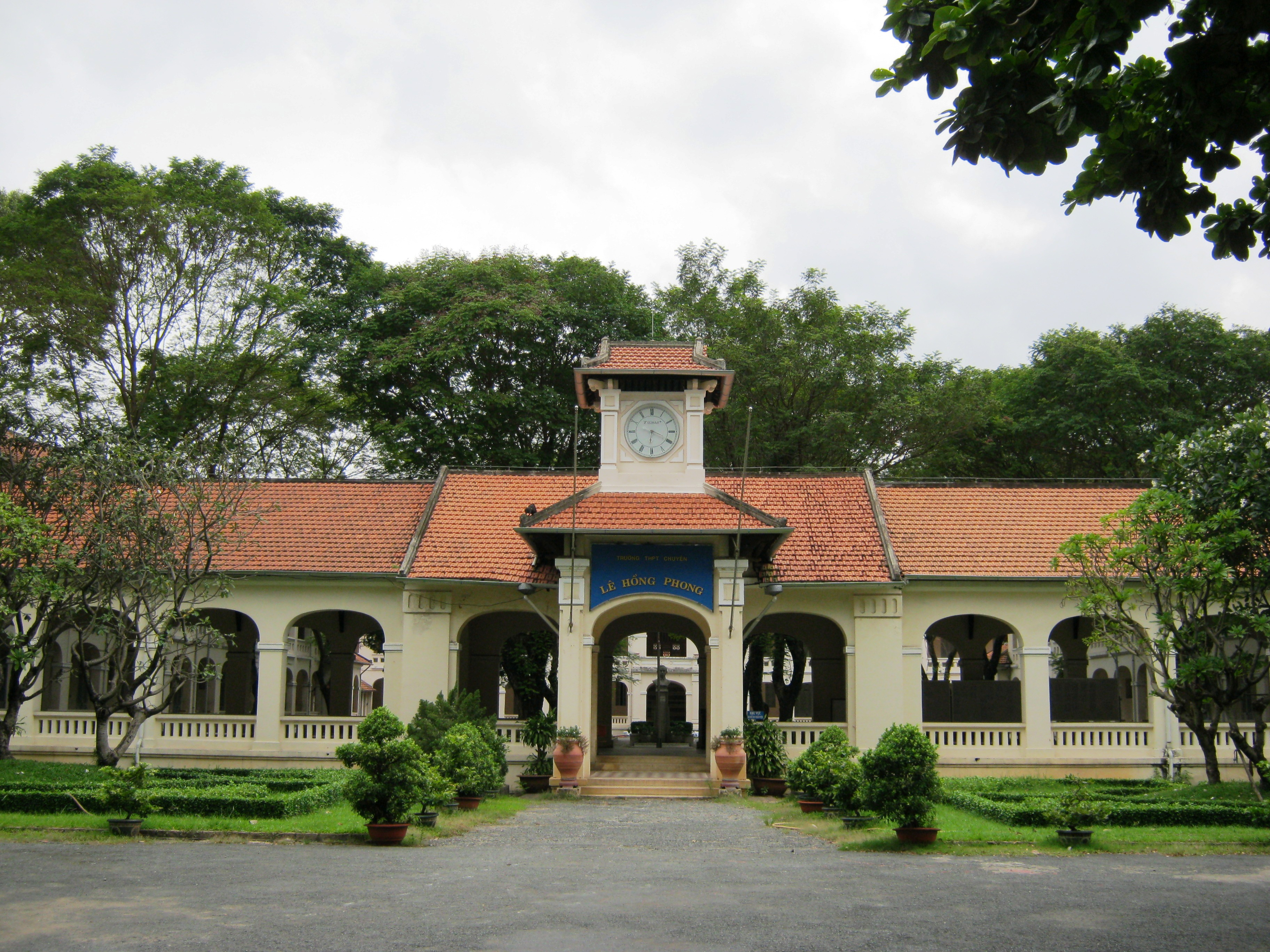
レー・ホン・フォン・英才高校（英語版）、もとはホーチミン市第 5区のリセペトルス カイ、1925-1928年に建設。
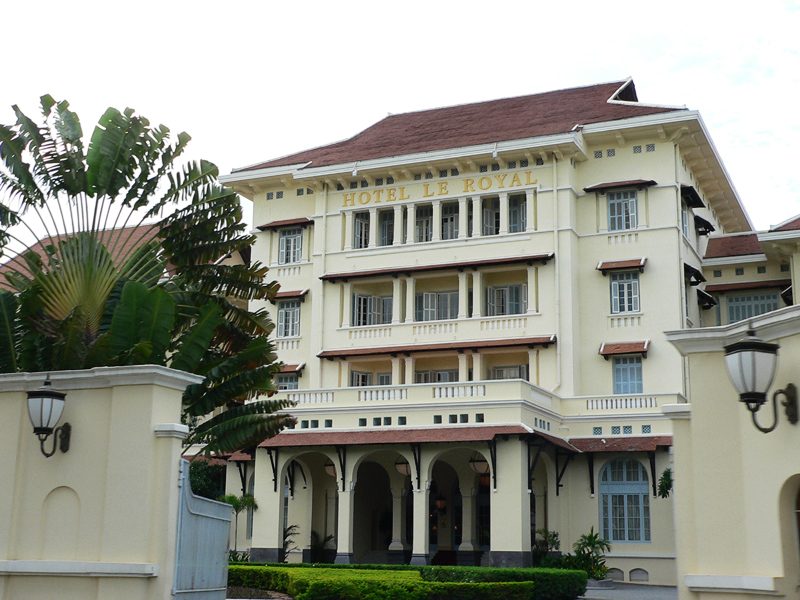
ホテル・ル・ロイヤル（英語版）、カンボジアのプノンペン、1924年に提案、1929年にオープン（ジャン・デボワ（英語版）と共同）[10]。

- クアバック教会（英語版、ベトナム語版）
- ベトナム外務省（英語版）
- ベトナム国立歴史博物館（英語版）
- レー・ホン・フォン・英才高校（英語版）
- ホテル・ル・ロイヤル（英語版）

## 晩年
1930年、彼はサロニカに大学建設のプロジェクトを提出し、1931年にパリに戻ったが、2年後に58歳で死去。

## 代表建築作品・都市計画業務
- テッサロニーキ市都市改良計画 1917年
- 都市整備計画、ハノイ、ダラットおよびプノンペン 1925年
- ハノイ国家大学（ベトナム国家大学ハノイ校、旧インドシナ大学）1926年
- 歴史博物館・旧フランス極東学院ルイ・フィノー博物館、ベトナム・ハノイ 1925-1932年
- ホーチミン廟・バーディン広場前外務省庁舎（旧インドシナ連邦政府財務省庁舎）1927年